# Tricellina gertschi
Tricellina gertschi is een spinnensoort in de taxonomische indeling van de Micropholcommatidae.
Het dier behoort tot het geslacht Tricellina. De wetenschappelijke naam van de soort werd voor het eerst geldig gepubliceerd in 1981 door Raymond Robert Forster & Norman I. Platnick.